# Тебелев, Вячеслав Васильевич
Вячеслав Васильевич Тебелев (18 сентября 1945 — 4 апреля 2020, Тольятти, Самарская область) — советский футболист, защитник.

## Карьера
Начинал играть в куйбышевской команде «Маяк». С 1964 года в команде мастеров «Крылья Советов». Впервые вышел на поле 31 июля 1968 года в гостевом матче против «Нефтчи» (Баку) (по данным газеты «Советский спорт» дебют состоялся на два года раньше — 2 мая 1966 в домашнем матче против московского «Торпедо»). В 1968 году участвовал в кубковой встрече с ашхабадским «Строителем». В 1968—1969 играл в куйбышевском «Металлурге». Из-за объединения в начале 1970 года «Крыльев Советов» и «Металлурга» Тебелев оказался в тольяттинском «Торпедо», в котором провел три сезона.
После окончания карьеры игрока работал в Тольятти детским футбольным тренером.
1. ↑  Футбол 1965 (календарь-справочник) / сост. А. В. Комаров, Ю. С. Лукашин, Б. Н. Хавин. — М.: Физкультура и спорт, 1965. — С. 20. — 104 с. — 500 000 экз.
2. ↑  Сергей Лейбград. Энциклопедия самарского футбола. Том первый. — Самара: Издательский дом «Добрусич», 2019. — Т. 1. — С. 141. — 168 с. — 1000 экз. Архивировано 6 августа 2021 года.